# Ủy ban Trung ương Mặt trận Tổ quốc Việt Nam
Ủy ban Trung ương Mặt trận Tổ quốc Việt Nam là cơ quan cấp cao nhất trong Mặt trận Tổ quốc Việt Nam. Khoảng 350 Ủy viên, thay phiên lựa chọn với nhiệm kỳ 5 năm tương đương với nhiệm kỳ Đại hội Mặt trận Tổ quốc. Số lượng các thành viên của Ủy ban tăng lên nhanh chóng theo mỗi kỳ họp. Ủy ban Trung ương Mặt trận Tổ quốc Việt Nam hiện nay là khóa thứ X và có 405 ủy viên.

## Ban Thường trực Uỷ ban Trung ương Mặt trận Tổ quốc Việt Nam

### Tổ chức
Ban Thường trực Ủy ban Trung ương Mặt trận Tổ quốc Việt Nam do Ủy ban Trung ương Mặt trận Tổ quốc Việt Nam hiệp thương dân chủ cử trong số Ủy viên Đoàn Chủ tịch, là cơ quan đại diện của Đoàn Chủ tịch và Ủy ban Trung ương giữa hai kỳ họp.
Ban Thường trực Ủy ban Trung ương Mặt trận Tổ quốc Việt Nam (gọi chung là Ban Thường trực) gồm có Chủ tịch, Phó Chủ tịch kiêm Tổng Thư ký và các Phó Chủ tịch chuyên trách.

### Chức năng và nhiệm vụ
Ban Thường trực có những nhiệm vụ và quyền hạn:
- Chuẩn bị các hội nghị của Đoàn Chủ tịch và giúp Đoàn Chủ tịch chuẩn bị các hội nghị của Ủy ban Trung ương Mặt trận Tổ quốc Việt Nam;
- Tổ chức thực hiện chương trình phối hợp và thống nhất hành động hàng năm của Ủy ban Trung ương; các nghị quyết của Ủy ban Trung ương, Đoàn Chủ tịch; chủ trương, chính sách của Đảng, pháp luật của nhà nước có liên quan đến trách nhiệm của Mặt trận Tổ quốc Việt Nam;
- Thường xuyên tập hợp ý kiến, kiến nghị của cử tri và nhân dân để phản ánh, kiến nghị với Đảng, Nhà nước. Thay mặt Ủy ban Trung ương và Đoàn Chủ tịch để kiến nghị với Đảng, Nhà nước về các chủ trương, chính sách pháp luật cần ban hành, sửa đổi;
- Giải thích Điều lệ Mặt trận Tổ quốc Việt Nam;
- Hướng dẫn, kiểm tra hoạt động của Ban Thường trực Ủy ban Mặt trận Tổ quốc Việt Nam cấp tỉnh;
- Xem xét công nhận việc cử, bổ sung hoặc thay đổi chức danh Chủ tịch, Phó Chủ tịch, Ủy viên Thường trực Ủy ban Mặt trận Tổ quốc Việt Nam cấp tỉnh;
- Tổ chức, chỉ đạo, quản lý bộ máy giúp việc ở cơ quan Ủy ban Trung ương Mặt trận Tổ quốc Việt Nam;
- Giữ mối quan hệ phối hợp công tác với cơ quan nhà nước, tổ chức thành viên;
- Hướng dẫn, bảo đảm điều kiện hoạt động của các Hội đồng tư vấn, cộng tác viên của Ủy ban Trung ương;
- Ban hành quyết định, thông tri, văn bản liên tịch và kiểm tra việc thực hiện các văn bản đó;
- Xét, quyết định việc khen thưởng, kỷ luật.

### Chế độ họp
Ban Thường trực họp thường lệ mỗi tháng ít nhất hai lần.
Chủ tịch, Phó Chủ tịch kiêm Tổng Thư ký chủ tọa các phiên họp của Ban Thường trực.

### Thành viên Ban Thường trực khóa X (2024 - 2029)
1. Chủ tịch Ủy ban Trung ương MTTQ Việt Nam:
  - Đỗ Văn Chiến - Ủy viên Bộ Chính trị, Bí thư Trung ương Đảng
2. Phó Chủ tịch - Tổng thư ký Ủy ban Trung ương MTTQ Việt Nam:
  - Nguyễn Thị Thu Hà - Ủy viên Trung ương Đảng
3. Phó Chủ tịch chuyên trách: Hoàng Công Thủy

## Đoàn Chủ tịch Uỷ ban Trung ương Mặt trận Tổ quốc Việt Nam

### Tổ chức
Đoàn Chủ tịch Ủy ban Trung ương Mặt trận Tổ quốc Việt Nam (gọi chung là Đoàn Chủ tịch) do Ủy ban Trung ương Mặt trận Tổ quốc Việt Nam hiệp thương dân chủ cử trong số Ủy viên Ủy ban Trung ương Mặt trận Tổ quốc Việt Nam, là đại diện của Ủy ban Trung ương Mặt trận Tổ quốc Việt Nam giữa hai kỳ họp.
Đoàn Chủ tịch bao gồm các vị:
- Người đứng đầu hoặc đại diện lãnh đạo của tổ chức chính trị; người đứng đầu của các tổ chức chính trị - xã hội, một số tổ chức xã hội;
- Một số nhân sỹ, trí thức, cá nhân tiêu biểu trong các tầng lớp xã hội, trong dân tộc, tôn giáo, người Việt Nam ở nước ngoài;
- Một số vị Ủy viên Ủy ban Trung ương là cán bộ chuyên trách ở cơ quan Ủy ban Trung ương Mặt trận Tổ quốc Việt Nam và ở cơ quan Ủy ban Mặt trận Tổ quốc địa phương.

Số lượng Ủy viên Đoàn Chủ tịch do Ủy ban Trung ương quyết định.

### Chức năng nhiệm vụ
Đoàn Chủ tịch có những nhiệm vụ và quyền hạn sau đây:
- Quyết định những chủ trương, công tác để thực hiện chương trình phối hợp và thống nhất hành động và Nghị quyết của Ủy ban Trung ương Mặt trận Tổ quốc Việt Nam do Ban Thường trực trình;
- Góp ý kiến, kiến nghị với Đảng về chủ trương, đường lối; với Nhà nước về những vấn đề quan trọng của đất nước, về chính sách pháp luật;
- Trình dự án luật; báo cáo tổng hợp ý kiến, kiến nghị của cử tri và nhân dân ra trước Quốc hội;
- Hiệp thương dân chủ, lựa chọn giới thiệu người thuộc cơ quan, tổ chức, đơn vị ở Trung ương ứng cử đại biểu Quốc hội;
- Cùng với Chủ tịch nước, Ủy ban thường vụ Quốc hội, Thủ tướng Chính phủ ban hành và kiểm điểm việc thực hiện quy chế phối hợp công tác;
- Khi cần thiết ra lời kêu gọi nhân dân hưởng ứng chủ trương của Đảng, Nhà nước, Mặt trận Tổ quốc Việt Nam đối với sự kiện trong nước; ra tuyên bố thể hiện chính kiến đối với sự kiện quan trọng ở ngoài nước;
- Thực hiện chủ trương đối ngoại nhân dân của Mặt trận Tổ quốc Việt Nam;
- Cho ý kiến về việc cử bổ sung, thay thế, cho thôi chức danh Chủ tịch, Phó Chủ tịch kiêm Tổng Thư ký, Phó Chủ tịch, Uỷ viên Đoàn Chủ tịch, Uỷ viên Ủy ban Trung ương Mặt trận Tổ quốc Việt Nam trước khi trình Ủy ban Trung ương Mặt trận Tổ quốc Việt Nam quyết định;
- Quyết định thành lập các Hội đồng tư vấn.

### Chế độ họp
Đoàn Chủ tịch họp thường lệ ít nhất sáu tháng một lần.
Chủ tịch, các Phó Chủ tịch do Ban Thường trực cử chủ tọa hội nghị Đoàn Chủ tịch.

### Danh sách Đoàn Chủ tịch khóa X (2024 - 2029)
Ngày 18/10/2024, tại hội nghị lần thứ nhất, Ủy ban Trung ương MTTQ Việt Nam khóa X, nhiệm kỳ 2024-2029 đã hiệp thương dân chủ cử Đoàn chủ tịch, Ban Thường trực và các Phó Chủ tịch không chuyên trách Ủy ban Trung ương MTTQ Việt Nam. Hội nghị đã thống nhất số lượng tham gia Đoàn chủ tịch Ủy ban Trung ương MTTQ Việt Nam khóa X là 72 vị (hiệp thương dân chủ cử 67 khuyết 5 vị).
1. Ông Đỗ Văn Chiến (1962), Ủy viên Bộ Chính trị, Bí thư Trung ương Đảng, Chủ tịch Ủy ban Trung ương Mặt trận Tổ quốc Việt Nam.[3]
2. Bà Nguyễn Thị Thu Hà (1970), Ủy viên Trung ương Đảng, Phó Chủ tịch kiêm Tổng Thư ký Ủy ban Trung ương Mặt trận Tổ quốc Việt Nam.
3. Ông Hoàng Công Thủy (1966), Phó Chủ tịch Ủy ban Trung ương Mặt trận Tổ quốc Việt Nam.
4. Bà Hà Thị Khiết (1950), Phó Chủ tịch không chuyên trách
5. Bà Nguyễn Thị Doan (1951), Phó Chủ tịch không chuyên trách, Chủ tịch Hội Khuyến học Việt Nam
6. Hòa thượng Thích Thiện Nhơn (1950), Phó Chủ tịch không chuyên trách, Chủ tịch hội đồng trị sự Trung ương Giáo hội Phật giáo Việt Nam.
7. Linh mục Trần Xuân Mạnh (1948), Phó Chủ tịch không chuyên trách, Chủ tịch Ủy ban Đoàn kết Công giáo Việt Nam
8. Bà Nguyễn Lan Hương (1968), Phó Chủ tịch không chuyên trách, Chủ tịch Ủy ban Mặt trận Tổ quốc Việt Nam TP. Hà Nội.
9. Ông Nguyễn Phước Lộc (1970), Phó Chủ tịch không chuyên trách, Phó Bí thư Thành ủy, Chủ tịch Ủy ban Mặt trận Tổ quốc Việt Nam TP. Hồ Chí Minh.
10. Ông Đỗ Hồng Quân (1956), Phó Chủ tịch không chuyên trách, Chủ tịch Liên hiệp các hội Văn học nghệ thuật Việt Nam.
11. Ông Nguyễn Phú Bình (1948), Chủ tịch Hội liên lạc với Người Việt Nam ở nước ngoài
12. Ông Nguyễn Thanh Bình (1957), Chủ tịch Hội Người cao tuổi Việt Nam
13. Trung tướng Nguyễn Hữu Chính (1959), Chủ tịch Hội nạn nhân chất độc da cam/dioxin Việt Nam;
14. Ông Phan Xuân Dũng (1960), Chủ tịch Liên hiệp các Hội Khoa học và Kỹ thuật Việt Nam;
15. Ông Nguyễn Văn Đệ (1953), Chủ tịch Hiệp hội Bệnh viện tư nhân Việt Nam;
16. Ông Lương Quốc Đoàn (1970), Ủy viên Trung ương Đảng, Chủ tịch Hội Nông dân Việt Nam;
17. Ông Bùi Quang Huy (1977), Ủy viên dự khuyết Trung ương Đảng, Bí thư thứ nhất Trung ương Đoàn TNCS Hồ Chí Minh;
18. Ông Vũ Trọng Kim (1953), Chủ tịch Hội Cựu Thanh niên xung phong Việt Nam
19. Ông Nguyễn Đình Khang (1967), Ủy viên Trung ương Đảng, Chủ tịch Tổng Liên đoàn Lao động Việt Nam;
20. Ông Lê Quốc Minh (1969), Ủy viên Trung ương Đảng, Tổng biên tập Báo Nhân dân, Chủ tịch Hội Nhà báo Việt Nam.
21. Bà Nguyễn Thị Tuyến (1971), Ủy viên Trung ương Đảng, Chủ tịch Hội Liên hiệp Phụ nữ Việt Nam;
22. Ông Trần Công Phàn (1960), Phó Chủ tịch kiêm Tổng Thư ký Hội Luật gia Việt Nam;
23. Ông Phan Anh Sơn (1975), Chủ tịch Liên hiệp các tổ chức hữu nghị Việt Nam;
24. Trung tướng Trương Thiên Tô (1970), Phó Chủ nhiệm Tổng cục chính trị Quân đội Nhân dân Việt Nam;
25. Ông Nguyễn Văn Thân (1955), Chủ tịch Hiệp Hội doanh nghiệp nhỏ và vừa Việt Nam;
26. Ông Đỗ Ngọc Thịnh (1960), Chủ tịch Liên đoàn Luật sư Việt Nam;
27. Ông Ngô Sách Thực (1962), Chủ tịch Hội Cứu trợ trẻ em tàn tật Việt Nam
28. Thượng tướng Bế Xuân Trường (1957), Chủ tịch Hội Cựu chiến binh Việt Nam;
29. Bà Cao Xuân Thu Vân (1970), Chủ tịch Liên minh Hợp tác xã Việt Nam;
30. Thiếu tướng Vũ Hùng Vương (1951), Anh hùng lực lượng vũ trang nhân dân, Phó Chủ tịch thường trực Hội Cựu Công an nhân dân Việt Nam
31. Ông Nguyễn Lân Dũng (1938), Chuyên gia Cao cấp Viện Vi sinh vật và Công nghệ sinh học, Đại học Quốc gia Hà Nội;
32. Ông Thạch Dư (1957), Phó Chủ tịch Trung ương Hội Hữu nghị Việt Nam-Campuchia;
33. Ông Trần Ngọc Đường (1945), nguyên Phó Chủ nhiệm Văn phòng Quốc hội;
34. Ông Đỗ Quang Hưng (1946), Chủ tịch Hội đồng khoa học Trung tâm Tôn giáo Đương đại, Trường Đại học Khoa học xã hội và Nhân văn Hà Nội;
35. Ông Trần Đắc Lợi (1958), nguyên Phó Trưởng ban thường trực Ban Đối ngoại Trung ương Đảng;
36. Bà Đặng Huỳnh Mai (1952), Chủ tịch Liên hiệp Hội về Người khuyết tật Việt Nam;
37. Ông Hà Phúc Mịch (1954), Chủ tịch Hiệp hội Nông nghiệp hữu cơ Việt Nam;
38. Ông Nguyễn Văn Pha (1961), nguyên Phó Chủ nhiệm Ủy ban Tư pháp Quốc hội;
39. Ông Thào Xuân Sùng (1958), nguyên Phó Trưởng ban Thường trực Ban Dân vận Trung ương
40. Ông Nguyễn Hữu Tú (1968), Hiệu trưởng Trường Đại học Y Hà Nội;
41. Ông Trần Anh Tuấn (1961), Chủ tịch Hiệp hội Khoa học hành chính Việt Nam;
42. Ông Trần Đình Thiên (1958), nguyên Viện trưởng Viện Kinh tế Việt Nam.
43. Ông Trần Việt Anh (1962), Chủ tịch Hội đồng Quản trị kiêm Tổng Giám đốc Tổng Công ty Nam Thái Sơn;
44. Ông Nguyễn Quang Huân (1964), Phó Chủ tịch Hội doanh nhân tư nhân Việt Nam;
45. Ông Lý Ngọc Minh (1953), Chủ tịch Hội đồng thành viên Công ty TNHH Minh Long I, tỉnh Bình Dương.
46. Thiếu tướng Lê Mã Lương (1950), Bí thư Chi bộ Hiệp hội doanh nghiệp Thương binh và người khuyết tật Việt Nam.
47. Linh mục Nguyễn Hùng (1961), Phó Chủ tịch Trung ương Ủy ban Đoàn kết Công giáo Việt Nam
48. Hòa thượng Thích Thanh Nhiễu (1952), Phó Chủ tịch thường trực Hội đồng Trị sự, Phó Trưởng ban thường trực Ban Tăng sự Trung ương Giáo hội Phật giáo Việt Nam;
49. Hòa thượng Đào Như (1955), Phó Chủ tịch Hội đồng Trị sự Giáo hội Phật giáo Việt Nam, Trưởng ban Trị sự Giáo hội Phật giáo Việt Nam TP. Cần Thơ.
50. Ông Nguyễn Hữu Dũng (1964), nguyên Phó Chủ tịch Ủy ban Trung ương MTTQ Việt Nam;
51. Ông Nguyễn Văn Túc (1937), nguyên Ủy viên thường trực Ủy ban Trung ương MTTQ Việt Nam;
52. Ông Trần Hoàng Thám (1953), nguyên Phó Chủ tịch Ủy ban Trung ương MTTQ Việt Nam;
53. Bà Bùi Thị Thanh (1958), nguyên Phó Chủ tịch Ủy ban Trung ương MTTQ Việt Nam;
54. Ông Lê Bá Trình (1957), nguyên Phó Chủ tịch Ủy ban Trung ương MTTQ Việt Nam.
55. Ông Hoàng Đình Thắng (1959), Chủ tịch Liên hiệp Hội người Việt Nam tại Châu Âu, Chủ tịch Danh dự Hội người Việt Nam tại Cộng hòa Séc.
56. Ông Đào Trọng Đức (1979), Chủ tịch Ủy ban MTTQ Việt Nam TP. Hải Phòng;
57. Ông Nguyễn Hải (1973), Chủ tịch Ủy ban MTTQ Việt Nam tỉnh Phú Thọ;
58. Ông Y Giang Gry Niê Knơng (1974), Chủ tịch Uỷ ban MTTQ Việt Nam tỉnh Đắk Lắk;
59. Ông Nguyễn Trung Nhân (1965), Chủ tịch Ủy ban MTTQ Việt Nam thành phố Cần Thơ;
60. Ông Lê Văn Trung (1966), Chủ tịch Ủy ban MTTQ Việt Nam TP. Đà Nẵng;
61. Bà Nguyễn Quỳnh Liên (1981), Trưởng ban Ban Dân chủ, Giám sát và Phản biện xã hội Cơ quan Ủy ban Trung ương MTTQ Việt Nam;
62. Ông Nguyễn Bình Minh (1980), Chánh Văn phòng Cơ quan Ủy ban Trung ương MTTQ Việt Nam;
63. Ông Nguyễn Văn Thanh (1973), Trưởng ban Ban Tổ chức - Cán bộ Cơ quan Ủy ban Trung ương MTTQ Việt Nam;
64. Ông Cao Xuân Thạo (1975), Trưởng ban Ban Phong trào Cơ quan Ủy ban Trung ương MTTQ Việt Nam;
65. Ông Vũ Văn Tiến (1982), Trưởng ban Ban Tuyên giáo Cơ quan Ủy ban Trung ương MTTQ Việt Nam.

## Ủy ban Trung ương Mặt trận Tổ quốc Việt Nam

### Tổ chức
Ủy ban Trung ương Mặt trận Tổ quốc Việt Nam được hiệp thương dân chủ do Đại hội Mặt trận Tổ quốc Việt Nam cử ra.
Ủy ban Trung ương Mặt trận Tổ quốc Việt Nam có trách nhiệm bồi dưỡng, nâng cao năng lực, phẩm chất cán bộ chuyên trách của cơ quan Ủy ban Trung ương và cơ quan Ủy ban Mặt trận Tổ quốc Việt Nam cấp tỉnh.
Điều 13 Chương III Điều lệ Mặt trận Tổ quốc Việt Nam quy định:
- Ủy ban Trung ương Mặt trận Tổ quốc Việt Nam (gọi chung là Ủy ban Trung ương) do Đại hội đại biểu toàn quốc Mặt trận Tổ quốc Việt Nam hiệp thương dân chủ cử, bao gồm:
  - Người đứng đầu của tổ chức thành viên cùng cấp. Trong trường hợp đặc biệt tổ chức thành viên mới cử đại diện lãnh đạo;
  - Chủ tịch Ủy ban Mặt trận Tổ quốc Việt Nam tỉnh, thành phố trực thuộc Trung ương;
  - Một số cá nhân tiêu biểu trong các giai cấp, các tầng lớp xã hội, tổ chức kinh tế, các dân tộc, các tôn giáo, người Việt Nam ở nước ngoài;
  - Một số chuyên gia ở những lĩnh vực có liên quan đến hoạt động của Mặt trận Tổ quốc Việt Nam;
  - Một số cán bộ chuyên trách ở cơ quan Ủy ban Trung ương Mặt trận Tổ quốc Việt Nam.

### Chức năng và nhiệm vụ
Điều 14 Điều lệ Mặt trận Tổ quốc Việt Nam quy định:
- Ủy ban Trung ương Mặt trận Tổ quốc Việt Nam có những nhiệm vụ và quyền hạn sau đây:
  - Hiệp thương dân chủ thỏa thuận chương trình phối hợp và thống nhất hành động hàng năm nhằm thực hiện chương trình hành động của Đại hội đại biểu toàn quốc Mặt trận Tổ quốc Việt Nam;
  - Hiệp thương dân chủ cử Đoàn Chủ tịch, Ban Thường trực; cử, cử bổ sung, thay thế, cho thôi các chức danh Chủ tịch, Phó Chủ tịch kiêm Tổng Thư ký, các Phó Chủ tịch Ủy ban Trung ương Mặt trận Tổ quốc Việt Nam; cử bổ sung, thay thế, cho thôi Ủy viên Ủy ban Trung ương, Ủy viên Đoàn Chủ tịch;
  - Xét, quyết định công nhận làm thành viên của Mặt trận Tổ quốc Việt Nam;
  - Góp ý kiến, kiến nghị với Đảng về chủ trương, đường lối; với Nhà nước về chính sách pháp luật và những vấn đề về quốc kế dân sinh. Giám sát hoạt động của cơ quan nhà nước, đại biểu dân cử, cán bộ công chức nhà nước;
  - Quyết định kế hoạch chuẩn bị Đại hội đại biểu toàn quốc Mặt trận Tổ quốc Việt Nam nhiệm kỳ tiếp theo.

### Chế độ họp
Ủy ban Trung ương Mặt trận Tổ quốc Việt Nam họp thường kỳ ít nhất một năm một lần, họp bất thường khi cần thiết.
Chủ tịch, các Phó Chủ tịch do Ban Thường trực cử chủ tọa các hội nghị của Ủy ban Trung ương.